# Ferdinand Kowarz
Ferdinand Kowarz (23. února 1838 Planá u Českých Budějovic – 22. září 1914 Františkovy Lázně) byl entomolog se specializací na dvoukřídlý hmyz (řád Diptera).

## Život
Kowarz studoval na báňské a lesnické akademii v Banské Štiavnici a poté pracoval pro telegrafní správu v Aši, Vídni, Lučenci a Františkových Lázních. V roce 1886 se stal poštovním úředníkem; v roce 1901 odešel do důchodu jako vrchní poštovní správce.

### Působení ve entomologii
Dvoukřídlé sbíral především ze střední Evropy. Byl ovlivněn Ignazem Rudolphem Schinerem a Hermannem Loewem; vědecky publikoval. Mnoho prvních popisů dvoukřídlého hmyzu pochází od něj. Zabýval se zejména dlouhonohými mouchami (Dolichopodidae) a aplikoval chaetotaxii na systematiku dvoukřídlých. Většina jeho velkých sbírek se dostala do Petrohradu, Hornorakouského zemského muzea v Linci a Přírodovědného muzea ve Stockholmu.

## Dílo
- Catalogus insectorum faunae bohemicae,II. Fliegen (Diptera), Praha, 1894